# Fryszerka

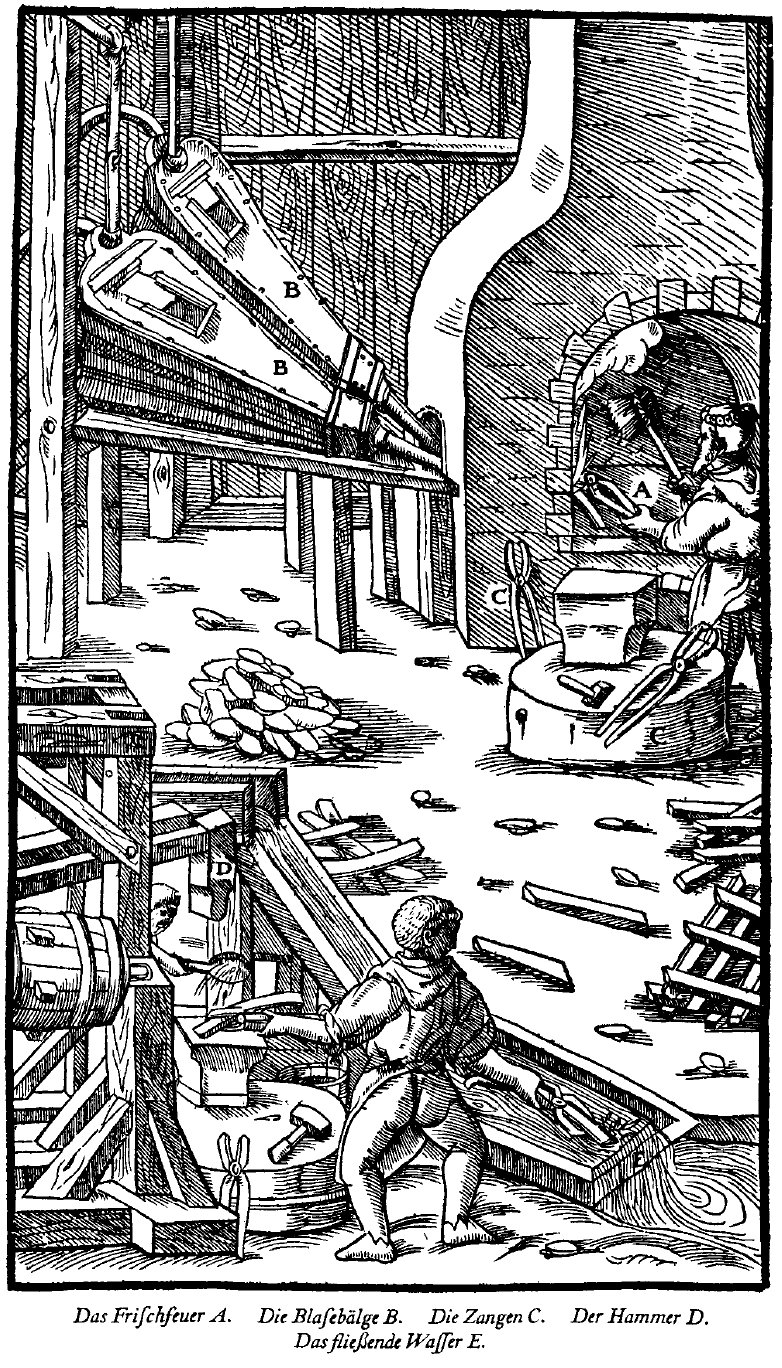
Piec fryszerski (A), miechy (B), cęgi kowalskie (C), młot wodny (D) i bieżąca woda (E) w kuźnicy (ilustr. Agrikola)

Fryszerka lub fryszernia (od niem. Frischen) – funkcjonujący od XVII do XIX w. zakład metalurgiczny (lub piec), w którym surówka wielkopiecowa przerabiana była na stal. Nazwa ta zwykle obejmowała zabudowanie, w którym znajdowało się jedno lub kilka ognisk fryszerskich, miechy oraz młoty napędzane kołami wodnymi.
Proces fryszerski polegał na świeżeniu surówki, czyli oczyszczaniu jej z domieszek poprzez ich utlenianie. W ognisku fryszerskim następowało utlenienie zawartego w surówce węgla, krzemu oraz manganu.
Pierwsze fryszerki z wyglądu przypominały dymarki. W późniejszym okresie miały kształt skrzyni, która wyłożona była płytami z lanego żelaza. Po bokach umieszczone były dysze, którymi doprowadzano powietrze. Jako paliwo używany był wyłącznie węgiel drzewny, którym częściowo napełniano skrzynię przed rozpoczęciem procesu. Po rozpaleniu ognia, do skrzyni dostarczano powietrze. Proces trwał około 2 godzin. Wydajność jednej fryszerki wynosiła zwykle ok. 500 kg żelaza zgrzewnego na dobę.
Znane od XIV wieku. Na terenie Polski pierwsze fryszernie powstawały w XVII wieku na Śląsku, w Zagłębiu Staropolskim oraz Zagłębiu Dąbrowskim. Po 1828 roku fryszowanie było na terenie Polski wypierane przez pudlingowanie, a zanikło pod koniec XIX wieku.